# Cerodontha oryziphila
Cerodontha oryziphila är en tvåvingeart som beskrevs av Zlobin 1993. Cerodontha oryziphila ingår i släktet Cerodontha och familjen minerarflugor.
Artens utbredningsområde är Guangdong (Kina). Inga underarter finns listade i Catalogue of Life.